# 阿德莱布森
阿德莱布森是德国下萨克森州的一座城市，面积75.85平方公里，人口6,958人（2004年）。